# Giovenale Sacchi
Pour les articles homonymes, voir Sacchi.

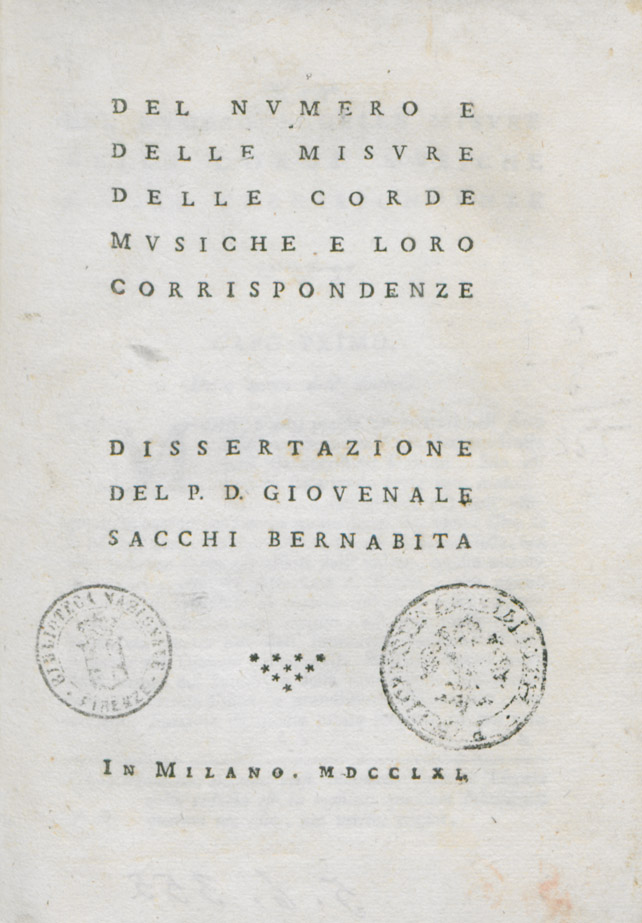
Del numero e delle misure delle corde musiche e loro corrispondenze, 1761

Giovenale Sacchi (parfois francisé en Juvénal Sacchi) (1726 - 1789) est un religieux et musicologue italien du XVIIIe siècle.

## Biographie
Il naît à Milan d'une famille originaire de Barzio. Son père, Giuseppe Sacchi, était jurisconsulte. Sa mère était Maddalena Stampa di Gravedona.
il s'appelle Giovanni Giacomo, mais on parle de lui en disant Giovenale.
Giovenale Sacchi devint barnabite et enseigna les lettres pendant quarante ans à Lodi, Milan et Bologne. Il s'appliqua avec passion à la théorie musicale, en affrontant les problèmes plus discutés. Dans la lignée du Père Martini, il tenta de rappeler les compositeurs de musique sacrée de son temps aux règles musicales édictées par Benedetto Marcello.

## Œuvres
- (it) Del numero e delle misure delle corde musiche e loro corrispondenze, Milan, Giuseppe Mazzucchelli, 1761 (lire en ligne)
- (it) Della divisione del tempo nella musica, nel ballo e nella poesia, Milan, Giuseppe Mazzucchelli, 1770 (lire en ligne)
- (it) Dell'antica lezione degli ebrei e della origine de' punti, Milan, Cesare Orena, 1786 (lire en ligne)
- (la) Specimen theoriae musicae, Bologne, 1788